# Discipline (zespół muzyczny)
Discipline (także Discipline.) – amerykański neoprogresywny zespół muzyczny, założony w 1987 roku w Detroit, nawiązujący w swojej twórczości do dokonań takich reprezentantów rocka i rocka progresywnego, jak Queen, Genesis, Marillion, Van der Graaf Generator i King Crimson.

## Początki
Grupę utworzyli w 1987 roku w położonym w stanie Michigan Royal Oak, przedmieściu Detroit, Matthew Parmenter (śpiew, saksofon, skrzypce, keyboard), Jon Preston Bouda (gitary), Matthew Kennedy (gitara basowa) i Paul Dzendzel (perkusja), podówczas uczniowie szkoły średniej. Już w trakcie pierwszych koncertów Parmenter, lider zespołu i twórca jego repertuaru, ujawnił swoje zamiłowanie do makijażu oraz wymyślnych i kolorowych kostiumów. Podczas każdego występu potrafił z ich pomocą kilkakrotnie odmieniać swój wygląd, stąd nieraz bywał porównywany do Petera Gabriela, byłego wokalisty grupy Genesis. Dzięki barwnym, teatralizowanym koncertom i sprzedaży wydawanych własnym sumptem kaset z autorską muzyką (Chaos Out of Order, Faces of the Petty, Blueprint) grupa zdobyła w kolejnych latach uznanie w rodzinnym mieście, założyła też niezależną wytwórnię fonograficzną Strung Out Records, pod której szyldem od początku lat 90. zaczęła ogłaszać sygnowane swą nazwą płyty.

## Push & ProfitiUnfolded Like Staircase
W 1993 roku ukazał się debiutancki album Discipline, Push & Profit, który zebrał pozytywne recenzje i pozwolił grupie zaistnieć poza Detroit. W tym samym roku zespół odbył krótką trasę koncertową w Norwegii, po czym powrócił do Stanów Zjednoczonych, gdzie do końca lat 90. często występował, także na festiwalach gromadzących wykonawców rocka progresywnego. W tym czasie grał u boku m.in. Present, Ozric Tentacles, Steve’a Howe’a, Anekdoten i Echolyn. Sławę przyniosła formacji wydana w 1997 roku jej druga płyta studyjna, Unfolded Like Staircase, niezwykle wysoko oceniana przez krytyków na całym świecie i uznawana za arcydzieło art rocka. Muzykę grupy porównywano do wielu wykonawców, Queen, Genesis, Marillion, Van der Graaf Generator czy King Crimson. To właśnie na cześć albumu ostatniego z wymienionych zespołów, mianowicie wydanego w 1981 roku Discipline, Parmenter i koledzy przyjęli taką a nie inną nazwę dla założonej przez siebie grupy.
Pod koniec dekady zespół zaprezentował wydawnictwo koncertowe Into the Dream: Discipline. Live, które ukazało się na płycie kompaktowej, inaczej niż zapisana w formacie VHS Discipline. Live z 1995 roku.

## Nowy wiek iTo Shatter All Accord
Pomyślnie rozwijająca się kariera Discipline uległa zastopowaniu w XXI wieku. Z wyjątkiem wydanego w 2005 roku DVD Discipline. Live 1995, grupa nie wypuszczała nowych płyt i nie koncertowała, jej członkowie skupiali się na innych projektach bądź rozwijaniu kariery solowej. Dopiero pod koniec pierwszej dekady nowego stulecia muzycy zaczęli na powrót wspólnie występować, także uczestnicząc w festiwalach, w 2008 roku w amerykańskim North East Art Rock Festival (NEARfest), a po kilku latach, w roku 2012, w Rites of Spring Festival (RoSfest).
Wznowienie działalności przez Discipline zaowocowało także ogłoszeniem nowych płyt. Najpierw, w roku 2010, ukazała się dwudyskowa koncertówka Live Days. Następnie w 2011 roku grupa zaprezentowała swój trzeci album studyjny, zatytułowany To Shatter All Accord. Podobnie jak obie płyty z lat 90., krążek ten wydany został nakładem Strung Out Records i zebrał pochlebne opinie ze strony krytyków.
Z okazji 25-lecia wydania swojej pierwszej kasety magnetofonowej, w 2013 roku formacja wznowiła na CD materiał zawarty pierwotnie na Chaos Out of Order, wzbogacając go o zarejestrowany w 1987 roku utwór Peacemaker (Chaos Out of Order – 25th Anniversary Reissue 1988-2013). W 2014 roku Discipline wypuściło kolejny dwupłytowy album koncertowy, This One’s for England, ukazujący występ zespołu podczas RoSfest w 2012 roku.

## Muzycy
Opracowano na podstawie materiału źródłowego.
- Matthew Parmenter – śpiew, saksofon, skrzypce, keyboard
- Jon Preston Bouda – gitary
- Matthew Kennedy – gitara basowa
- Paul Dzendzel – perkusja

## Dyskografia
Opracowano na podstawie materiału źródłowego.
Albumy studyjne:
- Push & Profit (Strung Out Records, 1993)
- Unfolded Like Staircase (Strung Out Records, 1997)
- To Shatter All Accord (Strung Out Records, 2011)
- Chaos Out of Order – 25th Anniversary Reissue 1988-2013 (Strung Out Records 2013)

Albumy koncertowe:
- Into the Dream: Discipline. Live (Strung Out Records, 1999)
- Live Days (Strung Out Records, Cyclops Records 2010)
- This One’s for England (Strung Out Records, 2014)

DVD:
- Discipline. Live 1995 (Strung Out Records, 2005)

VHS:
- Discipline. Live (1995)

CC:
- Chaos Out of Order (1988)
- Faces of the Petty (1992)
- Blueprint (1992)
- Canto IV (Limbo) (1995)

Kompilacje różnych wykonawców:
- ProgDay ‘95 (1997)
- ProgDay Encore (2001)
- ProgDay ‘98 (2002)